# Axel Camblan
Axel Camblan (* 30. August 2003 in Brest) ist ein französischer Fußballspieler, der aktuell bei Stade Brest in der Ligue 1 unter Vertrag steht und aktuell an den Drittligisten FC Valenciennes verliehen ist.

## Karriere
Camblan begann seine fußballerische Karriere 2009 bei kleineren Vereinen, wie Légion Saint-Pierre, Cavale Blanche und EA Saint-Renan. Im Jahr 2018 wechselte er ins Ausbildungszentrum von Stade Brest. Dort kam er in der Saison 2021/22 zu bereits 24 Einsätzen im zweiten Team, wobei er zwölf Tore schoss. Zudem stand er bereits zweimal im Kader der Profimannschaft in der Ligue 1. Nach weiteren Spieltagen nur auf der Bank, wurde er am zehnten Spieltag der Folgesaison bei einer 1:2-Niederlage gegen den FC Lorient eingewechselt und debütierte somit im Profibereich. Nach sieben Einsätzen wurde er Ende Januar 2023 für den Rest der Saison an den Drittligisten US Concarneau verliehen. Bis zum Ende der Spielzeit 2022/23 kam er dort auf 16 Einsätze, ein Tor und konnte mit der Mannschaft zudem den Meistertitel und den Aufstieg in die Ligue 2 feiern. Nachdem er in der Hinrunde 2024/25 nur auf zwei Ligaeinsätze gekommen war, wurde er im Januar 2025 an den Drittligisten FC Valenciennes verliehen.

## Erfolge
US Concarneau
- Meister der National und Aufstieg in die Ligue 2: 2023